# Grøftekanten
Grøftekanten er en dansk naturfilm fra 1978, der er instrueret af Tue Ritzau efter manuskript af Valdemar M. Mikkelsen.

## Handling
Professor Valdemar Mikkelsen, kender af og forkæmper for blomster og liv ved grøftekanterne, viser rundt i denne del af det danske landskab. Han kommenterer, hvad han og tilskueren ser, og med prægede tekster på filmbillederne angives navn på det sete. Filmen er også et indlæg for fredning af vejkanternes flora.